# Karl Meseberg

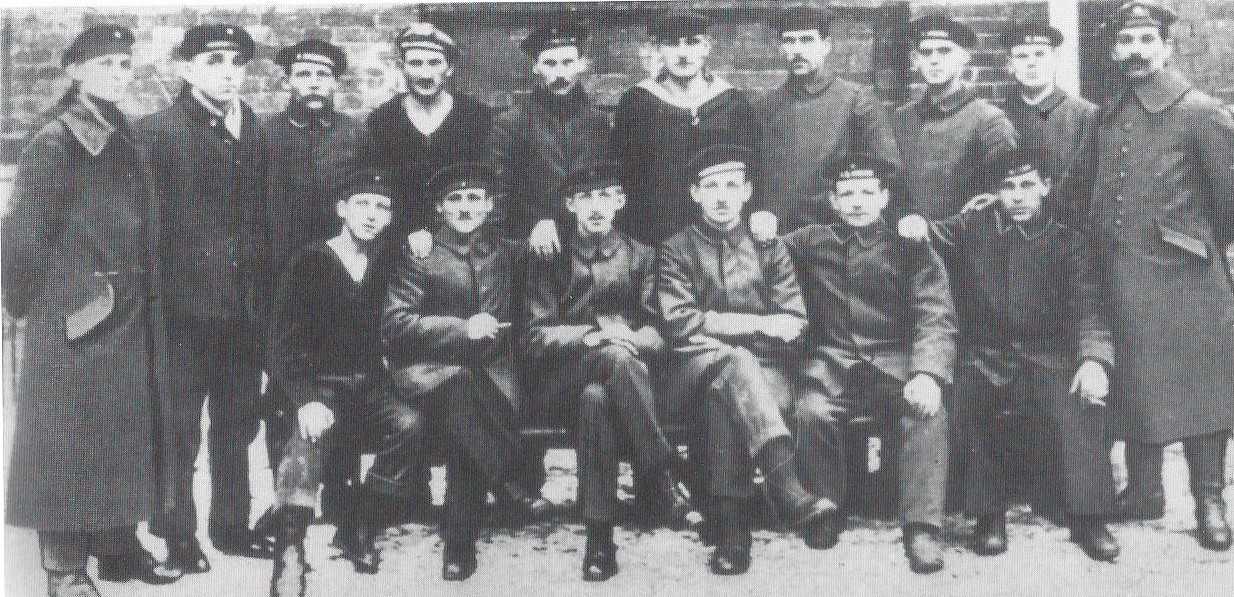
Meseberg und seine Matrosenkompanie

Karl Meseberg (* 11. Februar 1891 in Giebichenstein; † 13. März 1919 in Halle (Saale)) war Mitglied des Arbeiter- und Soldatenrates Halle.

## Leben

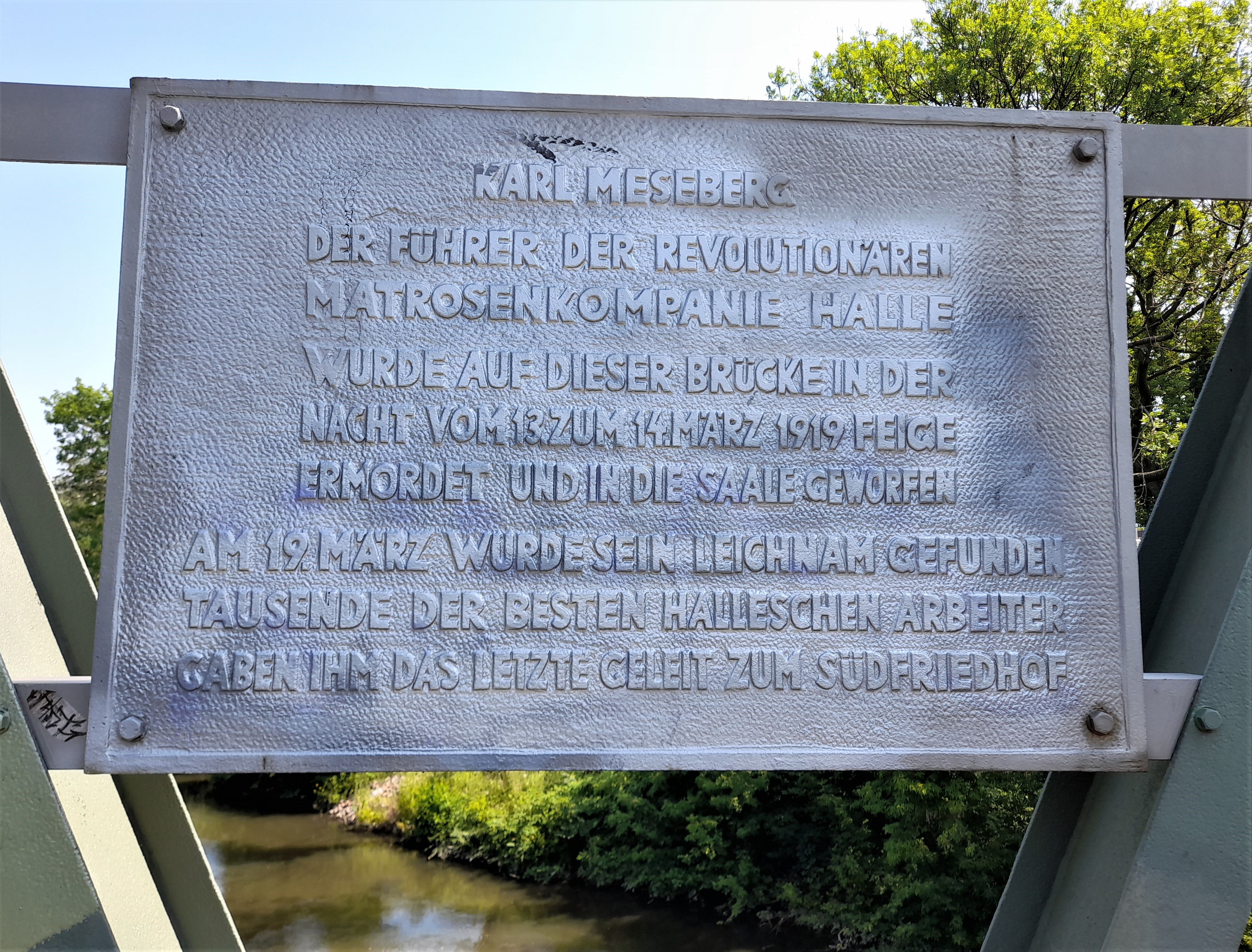
Gedenktafel für Karl Meseberg an der Hafenbahnbrücke in Halle

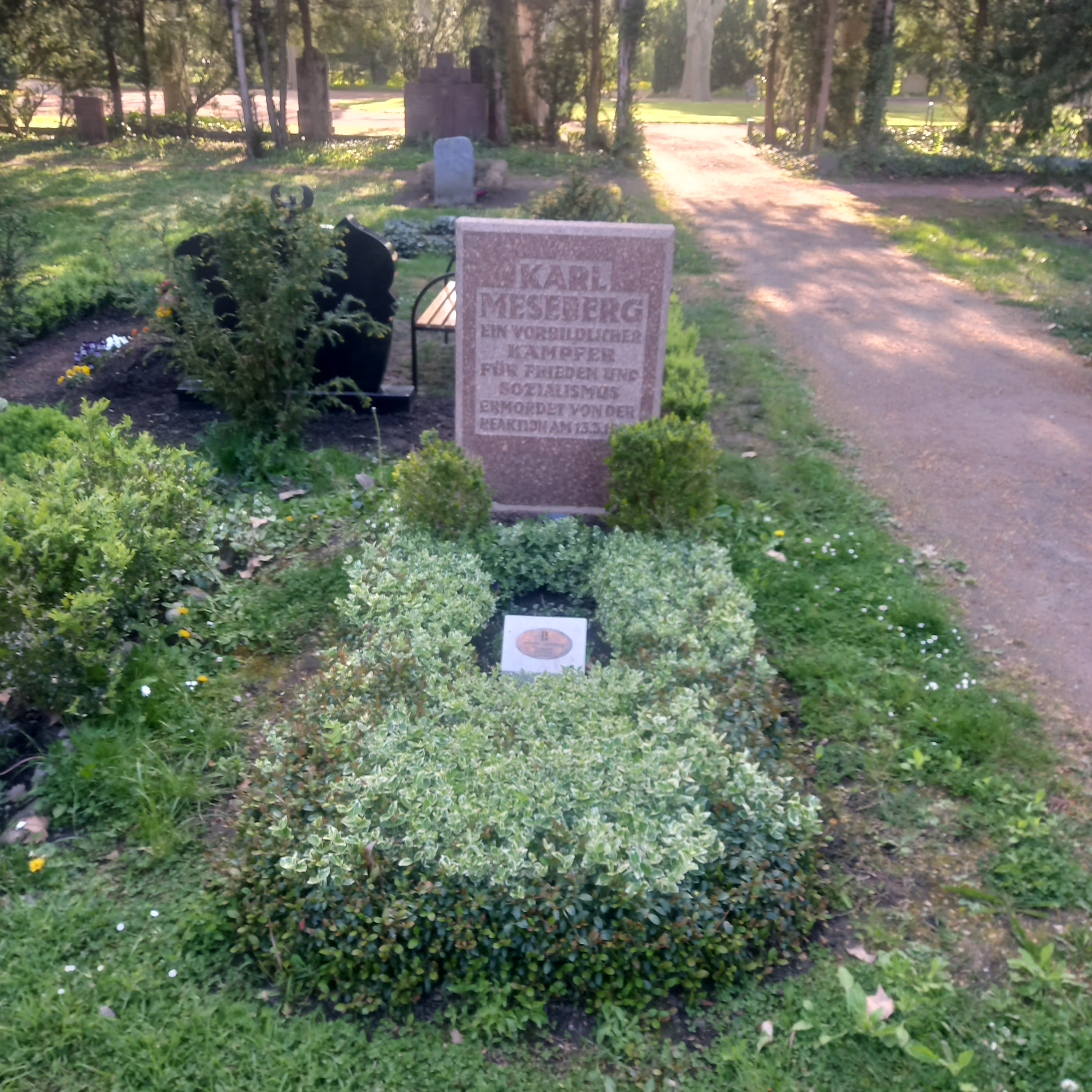
Das Grab von Karl Meseberg auf dem Südfriedhof (Halle)

Meseberg wurde als Sohn des Schlossers Heinrich Meseberg und dessen Ehefrau Friederike Meseberg, geb. Thieme, im bis zum Jahre 1900 noch selbständigen Ort Giebichenstein geboren.  In der Maschinenfabrik Wegelin & Hübner AG lernte er Former. Hier kam er in Kontakt zu linken Sozialdemokraten, was seinen politischen Lebensweg entscheidend beeinflusste. Während des Ersten Weltkrieges wurde er zur Kaiserlichen Marine eingezogen, wo er auf dem Großlinienschiff Westfalen zum Obermatrosen avancierte. Nach Ausbruch der revolutionären Unruhen kehrte Meseberg nach Halle zurück.
Ab November 1918 trieb er in Halle – ohne Zustimmung des Arbeiter- und Soldatenrats – mit einer ca. 270 Mann starken Matrosenkompanie die Novemberrevolution voran. Am 13. März 1919 wurde er vom Freikorps Halle gefangen genommen. Angeblich auf der Flucht wurde er angeschossen und an der Hafenbahnbrücke schwer verletzt in die Saale geworfen, wo er ertrank. Der Haupttäter Felix Huberti („Leutnant Roth“), ein Student, konnte fliehen. Die Komplizen entkamen nach Berlin, wo sie sich der Garde-Kavallerie-Schützen-Division anschlossen, aber bald darauf verhaftet wurden.
Karl Meseberg war verheiratet mit Frieda Meseberg, geb. Veit. Sein Grab befindet sich auf dem hallischen Südfriedhof (Abt. 11, Wahlgrab 147).

## Ehrungen
In Halle wurden bis 1989 Erinnerungsorte eingerichtet:
- Der östliche Teil der ehemaligen Ladenbergstraßé wurde nach ihm benannt
- Gedenktafel an der Hafenbahnbrücke in Halle, wo der Mord geschah
- 1958 Aufstellung eines Gedenksteins an der Ecke Karl-Meseberg-Straße/Turmstraße (Gedenktafel nicht mehr vorhanden[3])
- 1975 Verleihung seines Namens an die Charlottenschule, wo sich das Lager der von Meseberg geführten Matrosen befand

Nach Karl Meseberg war des Weiteren eine Bildungseinrichtung für Binnenschiffer in Frohse unweit von Magdeburg benannt.
Das Raketenschnellboot 733 der Volksmarine trug den Namen Karl Meseberg.
Seit einigen Jahren gibt es auf dem hallischen Südfriedhof regelmäßig Gedenkveranstaltungen zu Ehren Mesebergs.